# Sergipe
Sergipe (AFI [sɛxˈʒipi]) este una dintre cele 27 de unități federative ale Braziliei. Aracaju este capitala acestui stat. Sergipe se învecinează cu unitățile federative Bahia la sud și vest și cu Alagoas la nord. La est are ieșire la Oceanul Atlantic. În 2007 avea o populație de 1.939.426 de locuitori și suprafață de 21.910,35 km² (cea mai mică în cadrul țării), fiind împărțit în 3 mezoregiuni, 13 microregiuni și 75 de municipii.